# Art luthérien

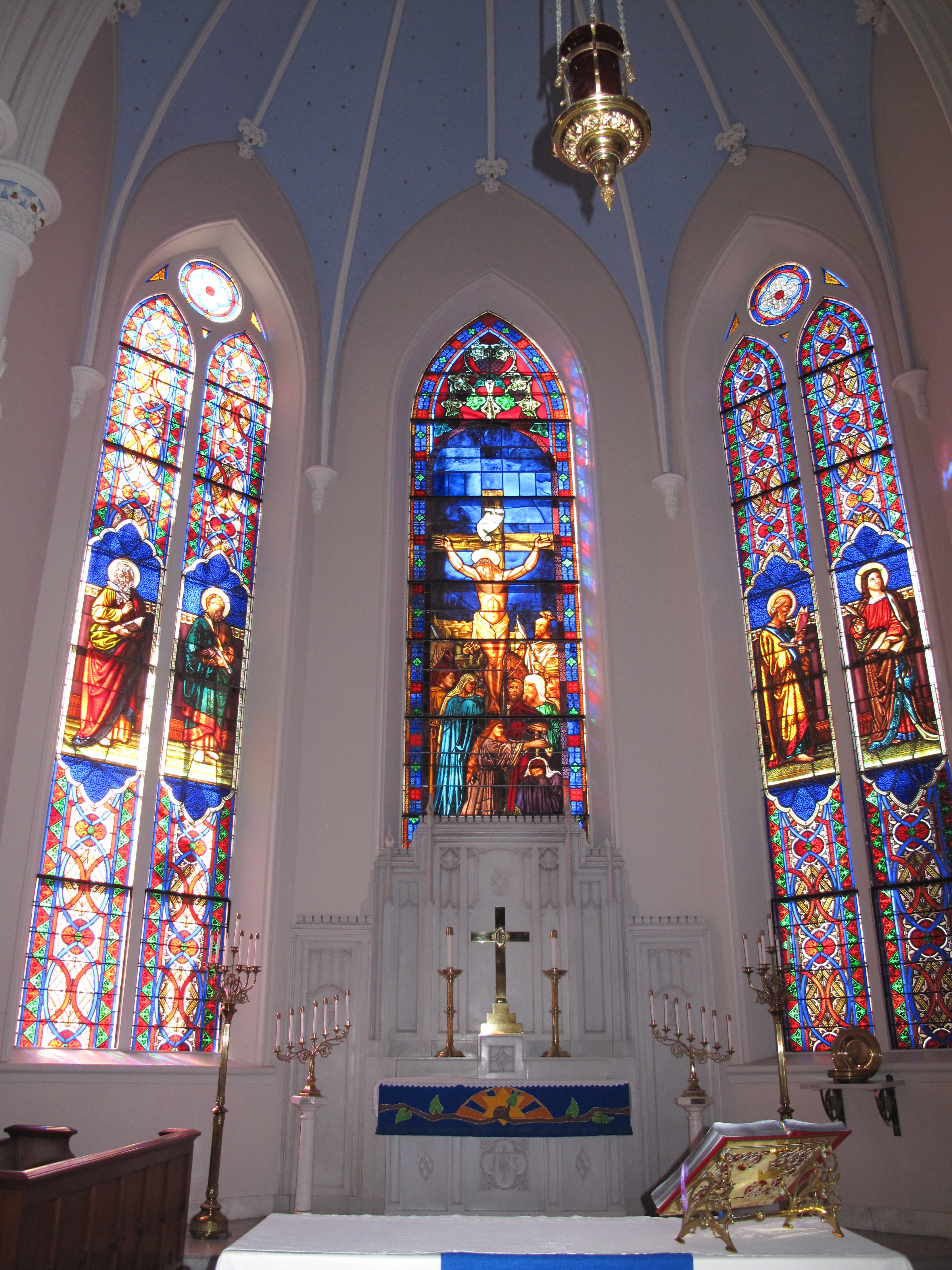
Le chancel de l', à Charleston (Caroline du Sud).

L'art luthérien est constitué de tout l'art religieux produit pour les luthériens et les églises luthériennes. Cela comprend la sculpture, la peinture et l'architecture. Les œuvres d'art des églises luthériennes sont apparues comme un marqueur distinct de la foi à l'époque de la Réforme protestante et ont tenté d'illustrer, de compléter et de représenter sous une forme tangible les enseignements de la théologie luthérienne.

## Histoire

### À l'époque de la Réforme
Martin Luther a encouragé l'affichage de certaines images religieuses dans les églises, considérant l'Église évangélique luthérienne comme une continuation de « l'ancienne Église apostolique ». Il a défendu l'utilisation de « l'importance des images comme outils d'instruction et aides à la dévotion », déclarant que « si ce n'est pas un péché mais un bien d'avoir l'image du Christ dans mon cœur, pourquoi serait-ce un péché de l'avoir dans mes yeux ? ».
Son attitude à l'égard des images devint plus positive après le début de son conflit avec Andreas Bodenstein en 1521. Luther lui avait laissé la charge effective de son église de Wittemberg lorsqu'il s'était retiré au château de la Wartbourg, mais Bodenstein a introduit une réforme beaucoup plus radicale — appelée la Réforme radicale — que celle approuvée par Luther, qui comprenait le retrait de toutes les images religieuses des églises. Comme pour les programmes calvinistes ultérieurs de destruction complète des images, cela a suscité une plus grande opposition populaire que d'autres aspects des innovations radicales, et le soutien de Luther aux images était en partie une tentative de distinguer ses positions de celles plus radicales, ainsi qu'une tentative d'éviter de susciter l'opposition sur une question qu'il ne considérait pas comme centrale.

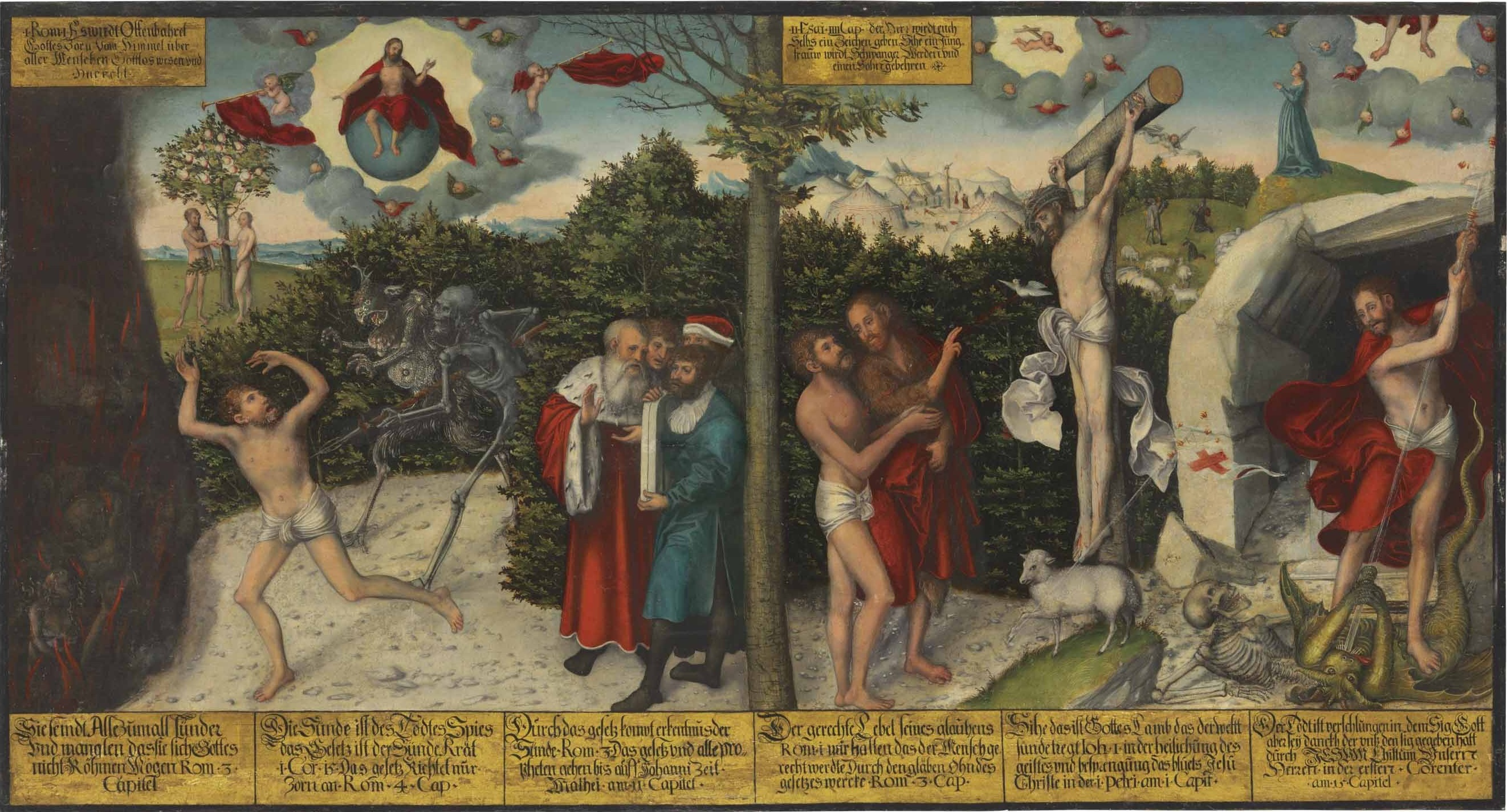
Loi et Évangile, des peintres luthériens Lucas Cranach l'Ancien et Lucas Cranach le Jeune, dans une version de 1536 (huile, or et papier sur panneau, transféré sur panneau, coll. priv.)

Luther a également compris la valeur des gravures sur bois polémiques grossières dans la bataille de la propagande, et en a commandé quelques-unes lui-même. Il semble également avoir travaillé personnellement avec des artistes pour développer des compositions didactiques qui ont été utilisées comme frontispices de livres, y compris pour la Bible de Luther qui avait un frontispice élaboré dans toutes les premières éditions, les gravures et les versions relativement petites à l'huile. Loi et Évangile (1529) du peintre luthérien Lucas Cranach l'Ancien est le plus ancien tableau de ce type, peint dans différentes versions, et transformé en gravure sur bois. Plusieurs partagent une composition similaire, divisée verticalement en deux par un arbre, que l'on retrouve également dans de nombreuses gravures polémiques ; typiquement, il y a un bon côté et un mauvais côté. Les catéchismes luthériens, un moyen important de diffuser les enseignements luthériens au sein des congrégations, étaient souvent illustrés par des gravures sur bois, tout comme les livres de prières (en) et autres ouvrages religieux.
Au début de la propagation du luthéranisme dans les territoires allemands, dans les années 1520 et 1530, les ordonnances locales prévoient une variété de traitements des images existantes dans les églises. Lorsque, comme c'était parfois le cas, rien n'était dit, on peut supposer que l'intention était de conserver de nombreuses images. Dans les églises luthériennes de Nuremberg, par exemple, « les autels latéraux, les maisons de sacrement et les sanctuaires de saints constituaient (et constituent toujours) la toile de fond visuelle du culte évangélique ». Ailleurs, selon l'avis du souverain ou du conseil, toutes les images devaient être enlevées, comme en Hesse en 1526, bien que Martin Luther se soit opposé à cette décision, apparemment sans succès. Certaines ordonnances spécifiaient que seules « les images près et devant lesquelles un culte particulier et une idolâtrie et un honneur spécial avec des cierges et des bougies ont été pratiqués » devaient être enlevées, mais soulignaient également que « nous ne pouvons pas être iconoclastes », selon les termes d'une ordonnance de Hambourg de 1529. Dans le Brandebourg, une injonction a été prononcée pour conserver « les autels [...] les images et les peintures » et dans le Wurtemberg, les images négligées ou endommagées ont été restaurées ou remplacées. L'intérim d'Augsbourg et l'intérim de Leipzig ont réglé la question, en déclarant tous deux que l'art sacré serait préservé dans les églises luthériennes, bien qu'il ne soit pas le point central du culte, faisant ainsi de la position luthérienne un moyen de communication entre ce que les théologiens luthériens percevaient comme « l'idolâtrie catholique romaine » et « l'iconoclasme calviniste ».

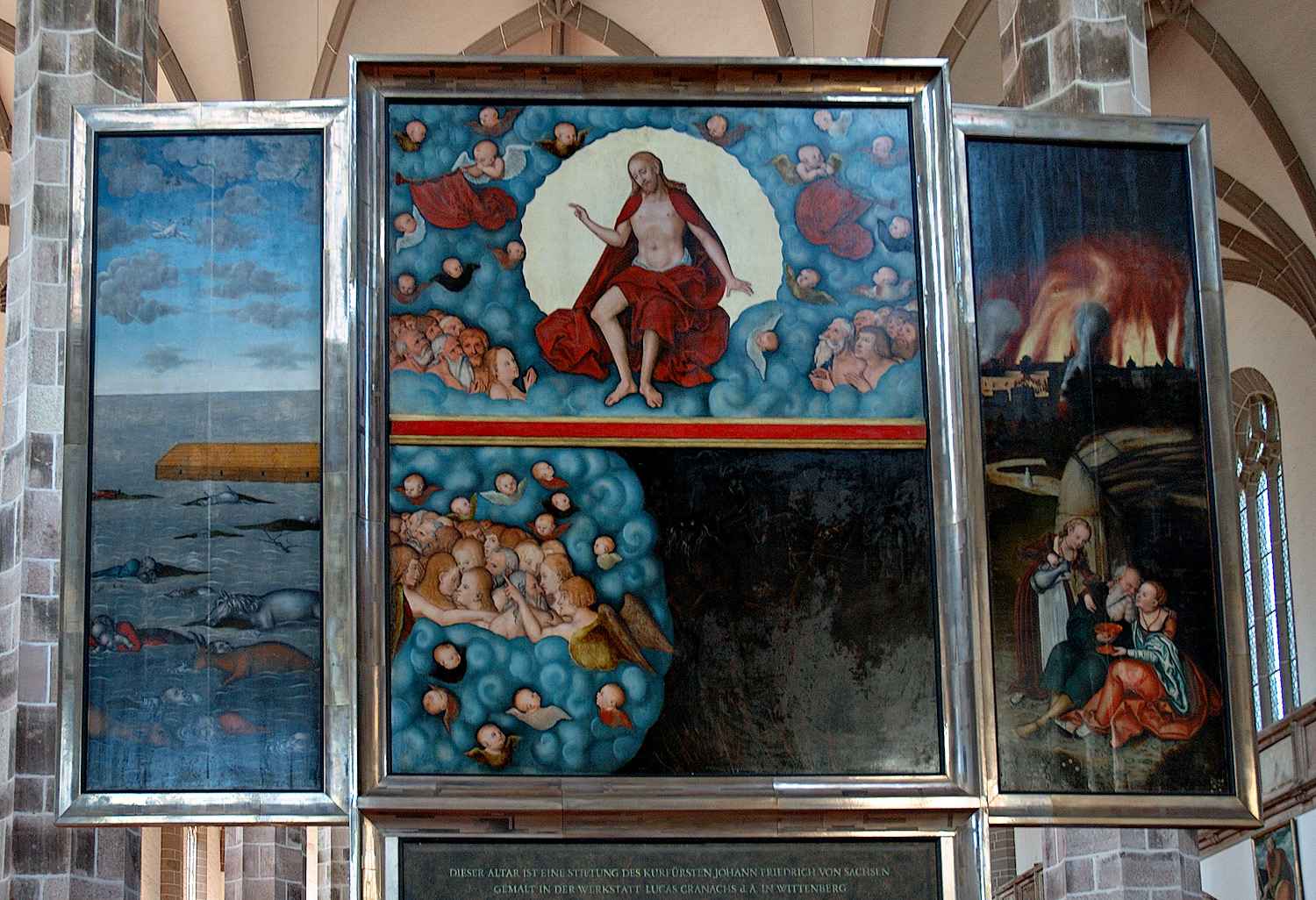
Le retable de Schneeberg dans l'église Saint-Wolfgang de Schneeberg.

Quelques retables luthériens, dont ceux de la Cène, ont été commandés sous l'égide de Martin Luther. Le retable de Schneeberg a été placé au maître-autel de l'église Saint-Wolfgang (de) de Schneeberg et, en tant qu'imagerie sacrée luthérienne, il reflète « les formes dévotionnelles de l'art nordique du XVe et du début du XVIe siècle ». Le retable de Schneeberg (1539), ainsi que le retable de Wittenberg (1547) et le retable de Weimar (1555), ont une iconographie christocentrique et « ces retables renforcent les enseignements clés de la nouvelle Église et contribuent à consolider le sentiment d'identité confessionnelle ». Dans l'est de l'Allemagne, les mécènes luthériens ont érigé une trentaine de nouveaux retables. La plupart des retables d'avant la Réforme ont été conservés dans les églises luthériennes, car « on croyait encore que l'autel était un lieu particulièrement saint, et qu'il devait être orné en conséquence ».
L'art sacré luthérien a acquis une nouvelle fonction, en plus d'exciter l'esprit à des pensées divines, en servant également un but didactique. Loi et Évangile de Cranach, par exemple, « consacre l'autorité spécifique de la parole de la Bible en incluant des passages bibliques comme parties proéminentes de la composition ». Le luthéranisme a été à l'origine d'une « explosion de créativité dans les arts graphiques », avec des ouvrages tels que le Passional Christi und Antichristi de Philipp Melanchthon, décrit comme « richement illustré »,.

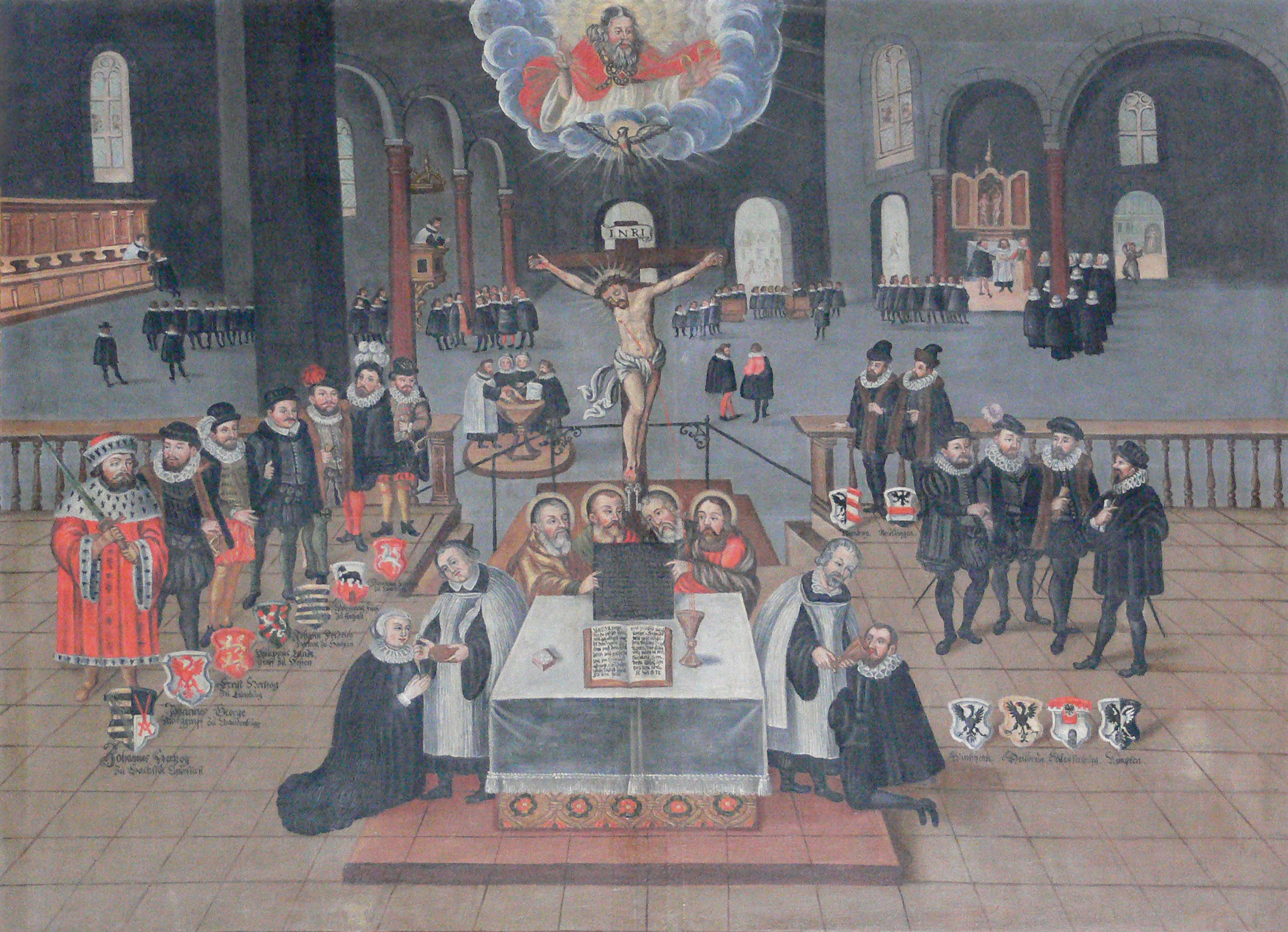
La messe luthérienne représentée dans l' (Christoph Krause, 1670, autel de l'église).

En ce qui concerne le service divin, « le culte luthérien est devenu une chorégraphie rituelle complexe se déroulant dans un intérieur d'église richement meublé ». Les intérieurs ornés des églises luthériennes reflétaient la théologie eucharistique luthérienne, qui enseignait la présence réelle du Christ dans l'Eucharistie en tant qu'union sacramentelle. Les églises luthériennes, ainsi que les foyers, affichaient un crucifix bien en vue, car il soulignait leur vision élevée de la théologie de la croix,,. Il est devenu une image de dévotion populaire pour les luthériens, qui « priaient, méditaient et même pleuraient devant eux ». Ainsi, pour les luthériens, « la Réforme a renouvelé l'image religieuse plutôt que de la supprimer ».
Pendant la Beeldenstorm ou Furie iconoclaste, des groupes souvent catalogués comme calvinistes ont violemment retiré l'art sacré des églises,,. Les luthériens se sont généralement opposés à l'iconoclasme, l'un d'entre eux déclarant : « Noirs calvinistes, vous donnez la permission de briser nos tableaux et de pirater nos croix ; nous allons vous briser, vous et vos prêtres calvinistes, en retour ». Ainsi, l'iconoclasme calviniste « a provoqué des émeutes réactives de la part des foules luthériennes » en Allemagne. Le théologien et prêtre luthérien Johann Arndt a été contraint de fuir Anhalt lorsque celle-ci est devenue calviniste dans les années 1580, en raison de sa défense de l'art sacré chrétien. Il a écrit un traité, Ikonographia, dans lequel il critiquait la foi réformée pour avoir consacré les éléments eucharistiques sur des tables en bois plutôt que sur des autels en pierre. Alors que le calvinisme, avec l'aniconisme qui lui est associé, se répandait, « les luthériens ont répondu en réaffirmant leur engagement envers le bon usage des images religieuses ».

### À l'époque baroque
Les artistes qui ont conçu l'art baroque luthérien se sont inspirés non seulement de Martin Luther, mais aussi de la piété luthérienne populaire à la fin du XVIe et au XVIIe siècle. L'église Notre-Dame de Dresde est un exemple éminent de l'art baroque luthérien. Elle a été achevée en 1743 après avoir été commandée par le conseil municipal luthérien de Dresde :

« Depuis la chaire située à côté de l'entrée du chœur, la pure Parole de Dieu était prêchée dans un cadre visuel vraiment magnifique. Avec son imposant maître-autel, représentant en relief sculpté la scène émouvante du Christ en prière sur le mont des Oliviers, son orgue splendide et sa coupole ornée de peintures des évangélistes et des vertus réalisées par Giovanni Battista Grone, l'intérieur de la Frauenkirche embrasse l'illusion, même l'illusion dépendant des techniques du baroque italien. La Frauenkirche rivalisait avec les églises catholiques contemporaines en termes de beauté et de splendeur et était, en fait, comparée par les observateurs du XVIIIe siècle à Saint-Pierre de Rome. »

Dans la seconde moitié du XVIIe siècle, l'art du Haut Baroque continue de se répandre en Saxe, sous le règne de Jean-Georges II de Saxe. Des pièces comme l'autel de l'église Saint-Jean ressemblent à la Descente de Croix de Pierre Paul Rubens.

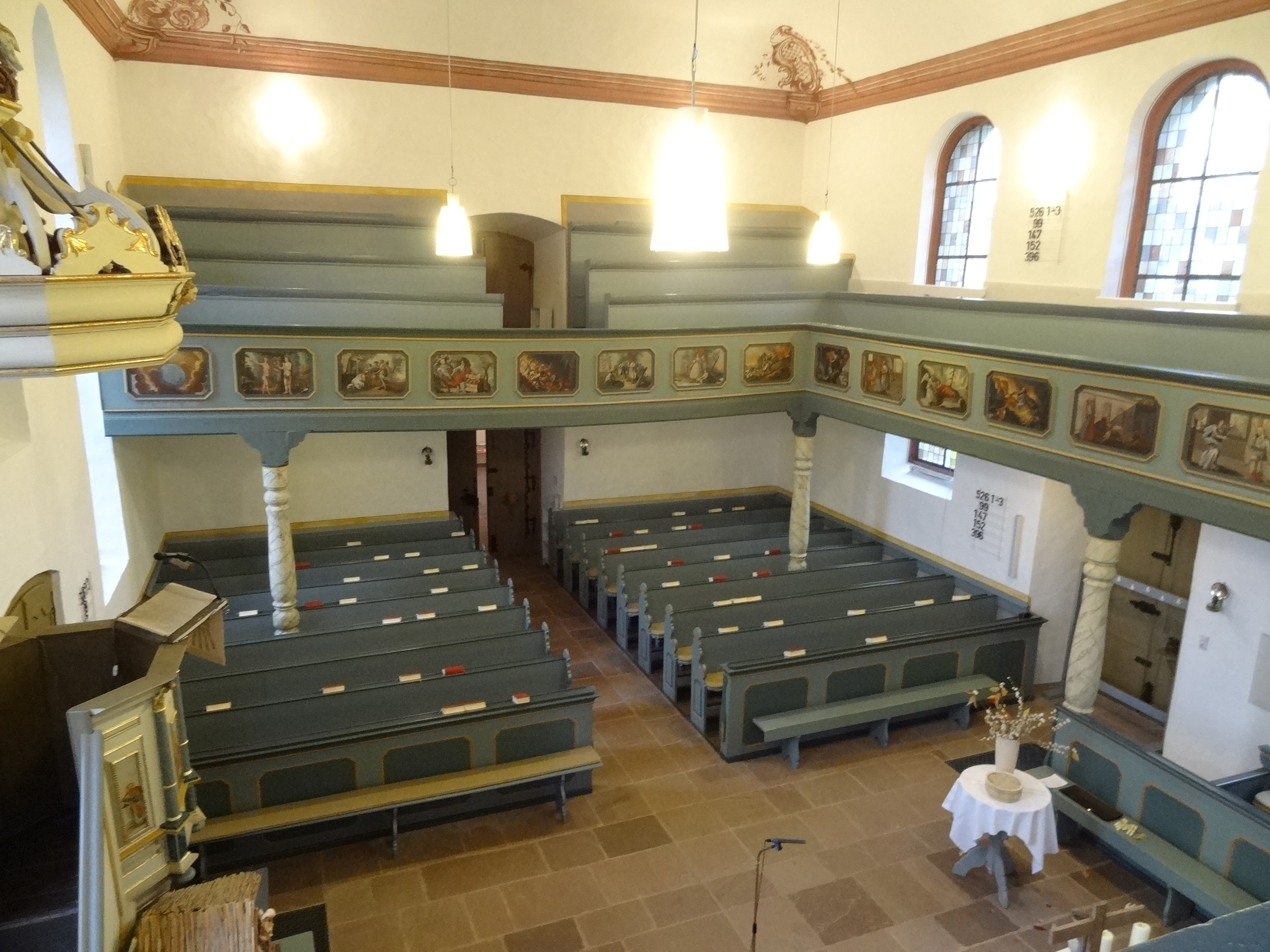
Les peintures de Daniel Hisgen sont surtout des cycles sur les parapets des galeries des églises luthériennes. Ici, on peut voir la Création (à gauche) jusqu'à l'Annonciation.

Plus typiquement, Daniel Hisgen (1733-1812) est un peintre allemand de l'époque rococo qui a travaillé comme peintre d'églises luthériennes en Haute-Hesse, se spécialisant dans les cycles de peintures décorant la façade du parapet de la galerie dans les églises avec une galerie supérieure. Ses cycles discrets témoignent de l'importance modeste que l'on attendait de l'art luthérien dans les églises allemandes de son époque. Il s'agit d'un moyen terme entre les grandes images bien visibles des églises catholiques et l'absence totale d'images dans les églises calvinistes.

### XIXesiècle
Dans l'Église évangélique luthérienne du Danemark, plusieurs retables luthériens ont été conçus et hébergés dans les églises paroissiales. Beaucoup d'entre eux ont été conçus par des artistes tels que Carl Heinrich Bloch et Joakim Skovgaard (en).

### Depuis leXXesiècle
En ce qui concerne les œuvres d'art ornant les églises luthériennes de l'ère moderne :

« Les lieux de culte luthériens contiennent des images et des sculptures non seulement du Christ, mais aussi de saints bibliques et parfois d'autres saints, ainsi que des chaires bien décorées en raison de l'importance de la prédication, des vitraux, des meubles ornés, de magnifiques exemples d'architecture traditionnelle et moderne, des retables sculptés ou autrement embellis, et une utilisation libérale de bougies sur l'autel et ailleurs. »

En Finlande, Hilkka Toivola (en) a réalisé de nombreux vitraux au XXe siècle. Au sein de l'Église évangélique luthérienne du Danemark, des artistes religieux tels que Arne Haugen Sørensen (en), Peter Brandes (en), Hein Heinsen (en) et Maja Lisa Engelhardt (en) continuent aujourd'hui à concevoir des œuvres luthériennes. On a prétendu qu'il subsistait plus de retables marials d'avant la Réforme dans les églises luthériennes allemandes que dans les églises catholiques, où beaucoup ont été remplacés à l'époque baroque.